# Christoffelberg
Christoffelberg (též Sint Christoffelberg, 372 m n. m.) je kopec na ostrově Curaçao v Malých Antilách v jihovýchodním Karibiku při pobřeží Venezuely. Jedná se o nejvyšší bod ostrova i celé stejnojmenné nizozemské konstituční země. Kopec leží v severozápadní části ostrova na území národního parku Christoffelpark. Název je odvozen od Kryštofa Kolumba.